# Laokoón
Laokoón (görög betűkkel Λᾱοκόων) a városvédő Apollón egyik papja, aki a trójai háború idején élt Trójában. 
A ravasz észjárású ithakai király, Odüsszeusz építtetett egy falovat, ennek belsejében Odüsszeusz és nyolc katonája bújt el. A spártaiak észrevétlenül elhajóztak a Tenedosz-sziget mögé, a falovat pedig a trójai várkapu előtt hagyták. Másnap a trójaiak észrevették a spártaiak távozását és fel akarták hurcolni a fellegvárba a falovat. Laokoón figyelmeztette a trójaiakat, hogy a faló csapdának készült, és beledöfte a dárdáját a falóba, ennek ellenére a trójaiak a fellegvárba vitték a falovat.
Laokoón bikaáldozatot mutatott be Poszeidónnak, a tenger istenének. Ekkor két kígyó közeledett a part felé, és egyenesen Laokoón felé tartottak. Laokoón két fia apjuk segítségére indult, de a kígyók őket is megölték, majd felkúsztak a fellegvárba, és a Palladion alatt pihentek meg.
A monda más változata szerint Laokónnak azért kellett elpusztulnia, mert Apollón határozott tilalma ellenére családot alapított.